# ミズーリ川

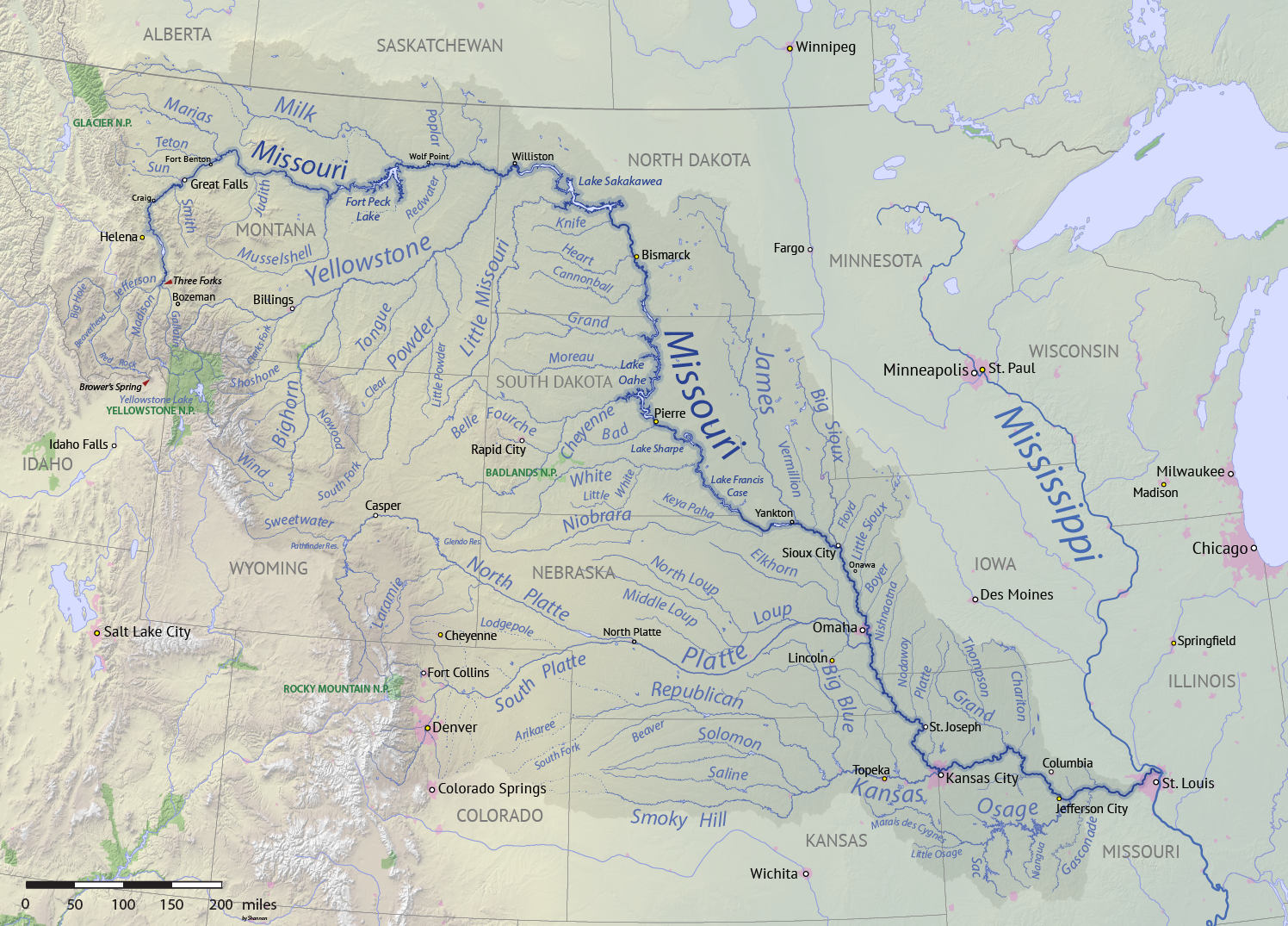
ミズーリ川とその支流

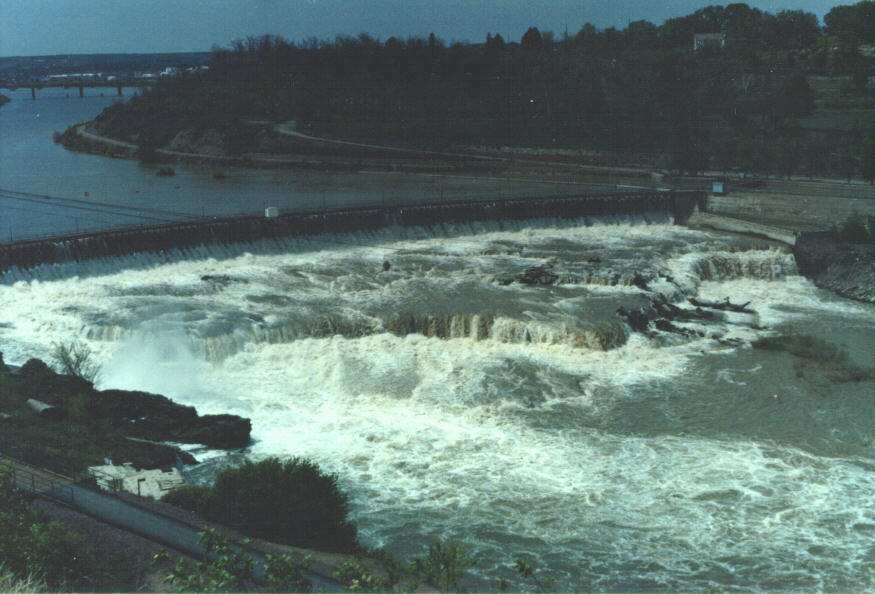
グレートフォールズの滝の一つ

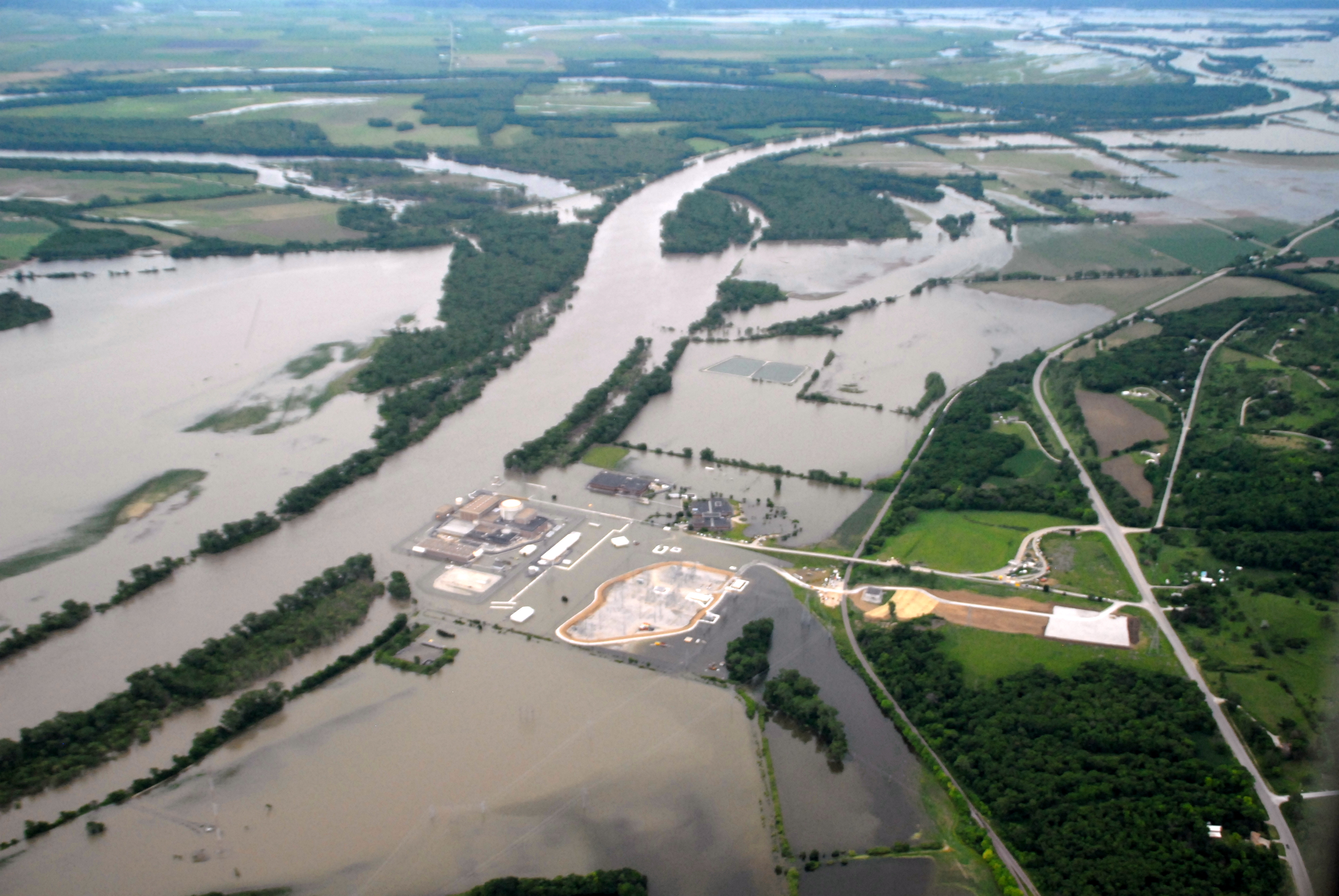
2011年の洪水でネブラスカ州の原発が浸水

ミズーリ川（ミズーリがわ、英語:Missouri River）は、アメリカ合衆国中部を流れる川である。ミシシッピ川の最も大きな支流で、本流の西側に位置している。全長は4,130kmあり、流域面積はアメリカ合衆国本土のおよそ6分の1に達する。
「ミズーリ」は、この地に先住したインディアンのアルゴンキン語で、「泥の河」という意味。この川は多量の泥を含むことから英語でも「Big Muddy」（Muddy=泥の）とよばれる。

## 流路
源流はモンタナ州南西部、大陸分水界近くのロッキー山脈中にある。最初はジェファーソン川、マディソン川、ギャラテイン川の3つの支流が、スリーフォークス付近で合流してミズーリ川となる。峡谷を北へ流れ、グレートフォールズ付近で山脈を出る。そこには、歴史上この川の航行可能な最上流部とされてきた大きな滝がある。
それからモンタナ州の平原を東に流れ、ノースダコタ州に入る。南東に流れを変えサウスダコタ州に入り、ネブラスカ州とサウスダコタ州、アイオワ州との境界を流れる。次にスーシティ、オマハ市を経由し、ネブラスカ州、カンザス州とミズーリ州の境界を流れる。カンザスシティで東に向きを変えてミズーリ州を流れ、セントルイスの北でミシシッピ川に合流する。

## 歴史
ミズーリ川はアメリカの西部への拡大において非常に重要な川であった。アメリカはルイジアナ購入地の一部として獲得し、ルイスとクラークの探検が行われた。19世紀終わりには、鉄道ができる前の主要な輸送路として流域は発展した。
20世紀には上流に洪水防止、灌漑、水力発電用のダムがいくつもつくられた。フランクリン・ルーズベルト大統領が1944年洪水調整法(Flood Control Act of 1944)に署名した後、Pick-Sloan Planがミズーリ川を北アメリカ最大の貯水システムに変えた。モンタナ州のフォートペックダム、ノースダコタ州のガリソンダム、サウスダコタ州のオアヘダム、ビッグベンドダム、フォートランダルダム、サウスダコタ州とネブラスカ州境界のGavins Pointダムなどが建設されている。

## 支流

### モンタナ州
- Jefferson River ジェファーソン川（英語版） (Montana)
- Madison River マディソン川（英語版） (Montana)
- Gallatin River ギャラテイン川（英語版） (Montana)
- Sixteenmile Creek (Montana)
- Dearborn River ディアボーン川（英語版） (Montana)
- Smith River スミス川（英語版） (Montana)
- Sun River サン川（英語版） (Montana)
- Belt Creek (Montana)
- Marias River (Montana)
- Arrow Creek (Montana)
- Judith River (Montana)
- Cow Creek (Montana)
- Musselshell River (Montana)
- Milk River ミルク川（英語版）
- Redwater River レッドウォーター川（英語版）
- Poplar River ポプラー川（英語版） (Montana)
- Big Muddy Creek (Montana)

### ノースダコタ州
- Yellowstone Riverイエローストーン川
- Little Muddy Creek (North Dakota)
- Tobacco Garden Creek (North Dakota)
- Little Missouri River リトルミズーリ川
- Knife River ナイフ川（英語版）
- Heart River ハート川（英語版）
- Cannonball River キャノンボール川（英語版）

### サウスダコタ州
- Grand River グランド川（英語版） (South Dakota)
- Moreau River (South Dakota)
- Cheyenne River シャイアン川（英語版）
- Bad River バッド川（英語版） (South Dakota)
- White River ホワイト川（英語版） (South Dakota)
- ナイアブラーラ川（英語版）
- James River ジェームズ川（英語版） (South Dakota)
- Vermillion River ヴァーミリオン川 (South Dakota)
- Big Sioux River ビッグスー川

### ネブラスカ、アイオワ、カンザス、ミズーリ
- Niobrara River
- Platte River プラット川
- Little Nemaha River
- Big Nemaha River
- Perry Creek (Iowa)
- Floyd River (Iowa)
- Little Sioux River (Iowa) リトルスー川
- Soldier River (Iowa)
- Boyer River (Iowa)
- Nishnabotna River (Iowa)
- Kansas River カンザス川
- Blue River (Kansas, Missouri)
- Osage River オーセージ川（英語版）
- Platte River, Missouri (Missouri)